# Ledbergs församling
Ledbergs församling var en församling i Linköpings stift inom Svenska kyrkan. Församlingen ingick i Kärna pastorat och låg i Linköpings kommun i Östergötlands län. Församlingen uppgick 2014 i Kärna församling.
Församlingens kyrka var Ledbergs kyrka.

## Administrativ historik

vapen

Församlingen har medeltida ursprung.
Församlingen var till 1 maj 1920 annexförsamling i pastoratet Björkeberg och Ledberg för att från 1 maj 1920 till 1941 vara annexförsamling i pastoratet Västerlösa, Björkeberg och Ledberg. Från 1941 till 2014 var församlingen annexförsamling i pastoratet Kärna och Kaga och Ledberg.
Församlingen uppgick 2014 i Kärna församling.

## Komministrar
Lista över komministrar. Prästbostaden låg vid Ledbergs kyrka.
| Ämbetstid | Namn                          | Levnadstid | Övrigt                                         |
| --------- | ----------------------------- | ---------- | ---------------------------------------------- |
| 1593–1594 | Petrus                        |            |                                                |
| 1620–1632 | Hemmingius Laurentij          | –1632      |                                                |
| 1632      | Nicolaus Westerlander         |            | Senare kyrkoherde i Gamleby församling.        |
| 1633–1652 | Andreas                       |            |                                                |
| 1652      | Petrus Betulander             |            | Senare komminister i Tjällmo församling.       |
| 1673–1713 | Abraham Asp                   | 1642–1717  | Avskedad 1713.                                 |
| 1713–1740 | Lars Ausenius                 | 1671–1740  |                                                |
| 1741–1768 | Sven Salvén                   | 1705–1768  |                                                |
| 1769–1790 | Johannes Grevillius           | 1732–1797  | Senare kyrkoherde i Björkebergs församling.    |
| 1790–1798 | Olof Cederlöf                 | 1739–1808  | Senare kyrkoherde i Björkebergs församling.    |
| 1799      | Jonas Adolph Torenstedt       |            | Senare kyrkoherde i Odensvi församling.        |
| 1823–1830 | Johan Schermansson            | 1789–1830  |                                                |
| 1831      | Johan Wiberg                  |            | Senare komminister i Skeda församling.         |
| 1836–1855 | Jakob Öster                   | 1795–1884  | Senare kyrkoherde i Ljungs församling.         |
| 1855      | Magnus Westergren             |            | Senare kyrkoherde i Konungsunds församling.    |
| 1862      | Philip Kindmark               |            | Senare komminister i Hovs församling.          |
| 1874      | Erik Wilhelm Ludvig Rundqvist |            | Senare kyrkoherde i Frödinge församling.       |
| 1877      | Johan Fredrik Engberg         | 1848–1877  |                                                |
| 1878      | Nickolaus Leonard Andersson   |            | Senare kyrkoherde i Östra Skrukeby församling. |
| 1886      | John Gustaaf Josua Pihlgren   |            | Senare kyrkoherde i Björkebergs församling.    |
| 1889–1901 | Johan Ekedahl                 | 1862–      | Senare kyrkoherde i Väderstads församling.     |
| 1902–     | Johan Albert Axelsson         | 1858–      |                                                |

## Klockare och organister
| Verksam         | Namn                     | Levnadstid | Övrigt                |
| --------------- | ------------------------ | ---------- | --------------------- |
| 1676–1678       | Thore B.                 |            | Klockare              |
| 1688–1689       | Sven                     |            | Klockare              |
|                 | Måns Jönsson             |            | Organist              |
| 1701–1705       | Anders Gudmunsson        |            | Klockare              |
| 1706–1710       | Lars Nilsson             | –1710      | Klockare              |
| 1720-talet–1727 | Petter Botvidsson        |            | Organist              |
| 1727–1761       | Eric Åkerstedt           | 1703–1765  | Klockare och organist |
| 1761–1811       | Carl Åkerstedt           | 1737–1811  | Klockare              |
| 1811–1834       | Anders Pettersson        | 1780–1834  | Klockare              |
| 1835            | Johan Bergbom            |            | Klockare (vikarie)    |
| 1835–1855       | Johan Fredrik Hägerström | 1811–1893  | Klockare              |
| 1855–1871       | Johan Avid Hultgren      | 1826–1908  | Klockare och organist |
| 1872–1906       | August Engström          | 1847–1908  | Klockare och organist |
| 1906–1911       | Nils Engström            | 1885–      | Klockare och organist |
| 1912–1914       | Ivar Andersson André     | 1888–      |                       |
| 1915–1922       | Ernst Arvid Lönnborg     | 1892–      |                       |
| 1922–1942       | John Hall                | 1881–1950  | Klockare och organist |
|                 | Mårten Schander          | 1905–      |                       |
|                 | Yngve Schönberg          | 1905–      |                       |